# フル・ブラスト
『フル・ブラスト』（原題：No Contest II）は、1996年に公開されたアクション映画。
出演は、シャノン・トゥイードやブルース・ペイン、ランス・ヘンリクセンなど。1995年の映画『ハードネス』の続編である。

## あらすじ
Manferd Dengler（アドルフ・ヒトラー統治時代のドイツの著名なナチス高官）の息子、Erich Dengler（デングラー）（ランス・ヘンリクセン）は、美術品の中に隠された神経ガスを回収するために、美術品収集家のエリック・デーンを装い、Holman博物館を乗っ取る。彼は、映画の撮影に適した場所を探していたシャロン・ベル（シャノン・トゥイード）や映画監督のジャック・テリー（ブルース・ペイン）など博物館にたまたま居合わせた来館者たちを人質にする。デングラーは、致死性の神経ガスを闇市場で高値で売りさばくために、デモンストレーションとして神経ガス爆弾を爆発させることを企む。ジャックとシャロンはそれを阻止しようと行動を起こす。

## キャスト
- Eric Dane / Erich Dengler - ランス・ヘンリクセン
- シャロン・ベル - シャノン・トゥイード
- ジャック・テリー - ブルース・ペイン
- Bobbi Bell - ジェイン・ハイトマイヤー（英語版）
- Steven Ivory - Jeffrey Max Nicholls
- Reggie - Joseph Griffin
- リッター - David Keeley
- ファルコ - Kevin Jubinville
- ビーグル - Sky Gilbert
- Lisette - Fiona Highet
- Mrs. Holman - Barbara Chilcott
- ジャーヴィス - Falconer Abraham
- Binsey - Hamish McEwan
- Little Girl Rose - Sophie Simmons
- Kidnapper - Tommy Chang

## 評価
ある批評家は、続編は前作より「やや暗いトーン」で、楽しめなかったと述べた。同様に、別の批評家は「この映画が最も得意とするのは、前作がいかに素晴らしかったかを思い出させることだ」とコメントした。また、さらに別の批評家は「映画の大部分は標準的な『ダイ・ハード』だ」と述べている。別の批評家からは「うまく出来てはいるが、ベストではない」とコメントされた。エドモンド・グラントは、この映画を「単純」で「『ダイ・ハード』（1988年）に女性というひねりを加えたような作品」と評した。同様にエンパイア誌のオーウェン・ウィリアムズはこの映画を「博物館を舞台にした『ダイ・ハード』」と表現した。ミック・マーティンとマーシャ・ポーターは「想像力の欠けた、派生スリラー」と評した。ジム・マクレランは「あまり難しく考えなければ、これはまだ合格点の娯楽作で、美術館はいくつかの戦いに興味深い場所を提供している（シャロンとデインの部下の間で行われるキャットファイトが思い出され、残念ながら尖った美術品の上で終わる）」と述べた。また、L・ヘンリクセンは、シェイクスピアに関する言及が自分の意にそぐわないからと人を撃ち殺すなど、相変わらずサイコな役どころでいい味を出している。B・ペインは悪役としてよく知られているが、ここではより共感できる役でちゃんと仕事をしている」と評価した。しかし、マクレランは、この映画がそのような良い一面を効果的に使えてなくて、「結末に向かって、それが起こる前に分かってしまうような、明らかな演出をしない」必要があっただろうと述べている。